# Matrimonio igualitario en San Luis Potosí
El matrimonio entre personas del mismo sexo es legal en San Luis Potosí desde el 21 de mayo de 2019. El Congreso estatal aprobó un proyecto de ley para legalizar el matrimonio entre personas del mismo sexo el 16 de mayo de 2019. Fue promulgado por el gobernador Juan Manuel Carreras el 17 de mayo y publicado en el Diario Oficial del Estado el 20 de mayo. La ley entró en vigor al día siguiente, legalizando el matrimonio entre personas del mismo sexo en San Luis Potosí.

## Historia jurídica

### Antecedentes
La Suprema Corte de México dictaminó el 12 de junio de 2015 que las prohibiciones estatales del matrimonio entre personas del mismo sexo son inconstitucionales en todo el país. El fallo del tribunal se considera una "tesis jurisprudencial" y no invalida las leyes estatales, lo que significa que las parejas del mismo sexo a las que se les niega el derecho a casarse aún tendrían que buscar amparos individuales en los tribunales. El fallo estandarizó los procedimientos para que jueces y tribunales de todo México aprueben todas las solicitudes de matrimonios entre personas del mismo sexo e hizo que la aprobación fuera obligatoria. Específicamente, el tribunal dictaminó que las prohibiciones del matrimonio entre personas del mismo sexo violaban los artículos 1 y 4 de la Constitución de México. El artículo 1 de la Constitución establece que "toda forma de discriminación, basada en el origen étnico o nacional, el género, la edad, la discapacidad, la condición social, las condiciones médicas, la religión, las opiniones, la orientación sexual, el estado civil o cualquier otra forma, que viole los derechos la dignidad humana o pretenda anular o disminuir los derechos y libertades de las personas, está prohibida", y el artículo 4 se refiere a la igualdad matrimonial, señalando que "el hombre y la mujer son iguales ante la ley. La ley protegerá la organización y el desarrollo de la familia".
En julio de 2013, una pareja de hombres solicitó una licencia de matrimonio pero su solicitud fue rechazada. El Primer Juzgado de Distrito les concedió el derecho a contraer matrimonio en un amparo otorgado el 3 de junio de 2014. El 26 de marzo de 2014 la pareja compuesta por Jonathan Llanas y Gadiel Martínez solicitó una licencia de matrimonio en la oficina del registro civil de la ciudad de San Luis Potosí, pero fue rechazada, citando las mismas razones dadas a la primera pareja. Interpusieron un recurso de amparo, el cual fue aprobado el 4 de agosto de 2014 por el Sexto Juzgado de Distrito. El 7 de agosto de 2014 el registro civil presentó una contraorden para evitar la inscripción del matrimonio. Un tribunal de apelaciones denegó una apelación en octubre de 2014 y se ordenó al registro que llevara a cabo el matrimonio. A principios de septiembre de 2014, una pareja de lesbianas solicitó una licencia de matrimonio en la localidad de Ciudad Valles.
En noviembre de 2014, la Comisión Estatal de Derechos Humanos anunció que estaba revisando dos denuncias de partes que habían recibido amparos para casarse pero que el registro civil aún les negaba licencias de matrimonio. Hasta enero de 2017, se habían otorgado 20 amparos por el derecho al matrimonio entre personas del mismo sexo a parejas en el estado. En mayo de 2019, Paul Ibarra Collazo, presidente del grupo local LGBT Red de Diversificadores Sociales, anunció que para ese momento 150 parejas del mismo sexo se habían casado en el estado. Ibarra Collazo estimó que el recurso de amparo demoró entre uno y dos meses en resolverse, y el costo del proceso oscilará entre 4000 y 15 000 pesos.

### Acción legislativa
En 2014 se propuso en San Luis Potosí una iniciativa ciudadana para legalizar el matrimonio entre personas del mismo sexo. Fue presentada al Congreso estatal el 28 de abril de 2014. El 8 de agosto de 2014, el vicepresidente de la Comisión de Derechos Humanos y Equidad de Género, Miguel Maza Hernández, dijo que "en breve se iniciará" el análisis de la propuesta. El 17 de junio de 2015, Maza Hernández anunció el compromiso del Estado de extender el matrimonio a parejas del mismo sexo y dijo que las deliberaciones se producirían después de que se publicara en el boletín judicial el fallo de la Suprema Corte de junio de 2015. Maza Hernández agregó que aunque ninguna ley impedía la adopción a parejas del mismo sexo, el Congreso preferiría enmendar el Código de Familia para codificar la igualdad de derechos de adopción junto con la aprobación de una ley de matrimonio entre personas del mismo sexo. El 6 de junio de 2016, se anunció que un comité especial estudiaría el proyecto de ley sobre el matrimonio y lo votaría en un plazo de 90 días. En noviembre de 2016, el Congreso estatal votó en contra del proyecto de ley que legalizaba el matrimonio entre personas del mismo sexo. Un diputado del Partido de la Revolución Democrática (PRD), que por error había votado en contra del proyecto de ley, anunció que presentaría una nueva propuesta de matrimonio entre personas del mismo sexo en 2017.
El nuevo proyecto de ley se presentó en octubre de 2017. Cobró impulso después de las elecciones de julio de 2018, en las que ganaron el PRD, el Movimiento de Regeneración Nacional (Morena) y el Partido del Trabajo (PT), cuyas plataformas partidistas incluían el apoyo al matrimonio entre personas del mismo sexo y poseían una pluralidad de escaños legislativos en el Congreso. El proyecto de ley para legalizar el matrimonio entre personas del mismo sexo fue aprobado en una votación de 14 contra 12 y 1 abstención el 16 de mayo de 2019; el detalle de la votación fue el siguiente:
| Partido político                     | Miembros | Sí | No | Abstención |
| ------------------------------------ | -------- | -- | -- | ---------- |
| Movimiento de Regeneración Nacional  | 6        | 6  |    |            |
| Partido Acción Nacional              | 6        |    | 6  |            |
| Partido Revolucionario Institucional | 5        | 1  | 4  |            |
| Partido del Trabajo                  | 2        | 2  |    |            |
| Partido de la Revolución Democrática | 2        | 2  |    |            |
| Partido Verde Ecologista de México   | 2        |    | 1  | 1          |
| Partido Nueva Alianza                | 1        |    | 1  |            |
| Movimiento Ciudadano                 | 1        | 1  |    |            |
| Partido Encuentro Social             | 1        | 1  |    |            |
| Conciencia Popular                   | 1        | 1  |    |            |
| Total                                | 27       | 14 | 12 | 1          |

Posteriormente, el gobernador Juan Manuel Carreras lo promulgó como ley el 17 de mayo y se publicó en el diario oficial del estado el 20 de mayo. La ley entró en vigor al día siguiente. Garantiza que las parejas casadas del mismo sexo disfruten de los mismos derechos, beneficios y responsabilidades que las parejas casadas del sexo opuesto, incluidos beneficios fiscales, derechos de inmigración, derechos de propiedad, herencia, derechos de adopción, etc.
Se modificó el artículo 15 del Código de Familia para que diga:

El matrimonio es la unión legal entre dos personas, libremente contraída, basada en el respeto, con igualdad de derechos, deberes y obligaciones, que hacen vida en común, con la finalidad de proporcionarse ayuda mutua, formando una familia.

## Estadísticas
La siguiente tabla muestra el número de matrimonios entre personas del mismo sexo realizados en San Luis Potosí desde 2020 según lo reportado por el Instituto Nacional de Estadística y Geografía.
| Año  | Mismo sexo | Mismo sexo | Mismo sexo | Distinto sexo | Total  | % mismo sexo |
| Año  | Femenino   | Masculino  | Total      | Distinto sexo | Total  | % mismo sexo |
| ---- | ---------- | ---------- | ---------- | ------------- | ------ | ------------ |
| 2020 | 11         | 12         | 23         | 8808          | 8831   | 0.26%        |
| 2021 | 18         | 18         | 36         | 11 130        | 11 166 | 0.32%        |

## Opinión pública
Una encuesta de opinión de 2017 realizada por Gabinete de Comunicación Estratégica encontró que el 50% de los residentes de San Luis Potosí apoyaban el matrimonio entre personas del mismo sexo, mientras que el 46% se oponía.
Según una encuesta de 2018 del Instituto Nacional de Estadística y Geografía, el 39% del público potosino se oponía al matrimonio entre personas del mismo sexo.